# Randy Taguchi
Randy Taguchi (?, 田口 ランディ, Taguchi Randi; Tokyo, 3 ottobre 1959) è una scrittrice giapponese.

## Biografia
Nata a Tokyo nel 1959, vive e lavora a Yugawara.
Nel 1985 ha co-fondato un'agenzia pubblicitaria che ha lasciato nel 1994 per dedicarsi alla scrittura su internet diventando in breve tempo un punto di riferimento con post molto seguiti nel web.
Ha esordito nella narrativa nel 2000 con il romanzo Presa elettrica, bestseller in Giappone con più di un milione di copie vendute.
Autrice prolifica di romanzi, saggi e libri per ragazzi, tre sue opere sono state trasposte in altrettante pellicole cinematografiche.

## Opere tradotte in italiano

### Romanzi
- Presa elettrica (Konsento, 2000), Roma, Lain, 2006 traduzione di Gianluca Coci ISBN 88-7625-019-0.
- Antenna (Antena, 2000), Roma, Lain, 2007 traduzione di Gianluca Coci ISBN 978-88-7625-031-6.
- Mosaico (Mozaiku, 2001), Roma, Fazi, 2008 traduzione di Gianluca Coci ISBN 978-88-8112-942-3.

### Contributi
- Lo tsunami nucleare: i trenta giorni che sconvolsero il Giappone di Pio d'Emilia, Roma, Manifestolibri, 2011 ISBN 978-88-7285-706-9.

## Adattamenti cinematografici
- Hole in the Sky (Sora no ana), regia di Kazuyoshi Kumakiri (2001)
- Concent (Konsento), regia di Shun Nakahara (2001)
- Antenna (Antena), regia di Kazuyoshi Kumakiri (2003)